# Marko Šćekić
Marko Šćekić (in serbo Марко Шћекић?; Zvornik, 23 maggio 1981) è un ex cestista e allenatore di pallacanestro serbo, che giocava come centro.

## Carriera
Il 3 agosto 2013 firma con la Pallacanestro Varese un contratto di un anno, con un'opzione per la stagione successiva.

## Palmarès

### Giocatore
- Campionato tedesco: 1

EWE Baskets Oldenburg: 2008-09
- Campionato montenegrino: 1

Budućnost: 2010-11
- Coppa del Montenegro: 1

Budućnost: 2011
- Supercoppa tedesca: 1

EWE Baskets Oldenburg: 2009
- Supercoppa italiana: 1

Cantù: 2012